# 中苏航空
中苏航空公司（俗称哈阿航空公司）是中華民國大陸時期一家商业航空公司。1939年在中国新疆迪化（今乌鲁木齐）由中华民国国民政府交通部和苏联中央航空管理局合资组建。

## 历史
1937年抗日战争爆发后，苏联成为唯一全面援助中国抗日的国家。1938年2月交通部长张嘉璈在汉口向苏联驻华大使盧幹滋奥尔斯基提议中方向苏联购买飞机开通成都-兰州-哈密-迪化-阿拉木图航线。1938年4月12日，交通部航政司司长何墨林赴苏联驻华使馆正式开始磋商通航问题。1938年5、6月间，苏联驻华大使盧幹滋奥尔斯基向交通部长张嘉璈通报同意两国以合组航空公司方式开辟哈密至阿拉木图航线，随后中苏双方开展了长达一年半的筹议和谈判。1938年11月，交通部派出黄毓沛为代表赴迪化进行通航的准备工作。1939年1月苏方派工程师依曼诺夫赴迪化先行试航并与交通部代表黄毓沛洽谈有关技术问题。1939年2月15日中苏同意先为通航做技术准备，主要设备由苏方垫付，由苏方提供技术人员以便先行开航；双方在迪化拟定了合作协定草案。从1939年2月20日起，苏联民航开通哈密航线，与欧亚航空的重庆-哈密航线衔接。
1939年9月9日，在重庆签定了为期十年的《中华民国国民政府交通部与苏维埃社会主义联邦共和国中央民用航空总管理局为组设哈密—阿拉木图定期飞航合约》（简称《中苏航空合约》），决定公司法定股本100万美元，双方各出一半资金合组“中苏航空公司”（又称“哈阿航空公司”），期限10年，经营机构设在迪化，由苏联提供设备、飞行员以及技术，使用美制DC-3和苏制LI-2型民航机，公司人员中苏各半，“依专利基础办理”（即独占经营）苏联阿拉木圖经中国伊犁、迪化至哈密航线，航程1514千米，经营中苏间的旅客、行李、货物及邮件运输业务。合约自签订之日起以10年为期，如期满前一年如双方均未表示解约，得延长5年。另设有七角井、奇台、乌苏、精河等迫降场。1939年11月18日公司成立。董事会6人，双方各半。董事长由盛世才的新疆边防督办公署驻京办事处负责人张元夫担任，交通部航政司帮办吴元超为董事，交通部专员刘唐领为董事兼经理部襄理。苏联民航总局委任阿尔塔马索夫为副董事长，郭鲁诺夫为董事，尤尔科夫为董事兼经理部总经理（一年后由郭鲁诺夫兼任），总飞行师莫洛佐夫。
1939年12月5日，中苏航空公司使用3架里-2飞机开通了哈密-迪化-伊犁-阿拉木图航线，每周一班。公司实际上经营权为苏方控制，中方人员极少，且公司长期亏损。中方乘飞机进疆，需要事先获得盛世才的新疆边防督办公署驻京办事处批准。
至1941年冬，航线的固定航站、备用航站、导航通信站各项工程先后完成，共投资956 609.95美元。其中哈密机场航站为迁址新建。
1944年9月2日新疆三区革命爆发。1944年11月10日中午12时开始，第八战区司令长官兼新疆省政府代理主席朱绍良对伊犁全区戒严，哈阿航线停航，伊犁机场关闭。1946年6月6日，张治中代表国方与三区方面和谈成功，1946年8月8日西北行营主任兼新疆省政府主席张治中批准哈阿航线复航。
| ×          | 1940年    | 1941年    | 1942年   | 1943年    | 1944年        | 1945年    | 1946年 | 1947年 |
| ---------- | --------- | --------- | -------- | --------- | ------------- | --------- | ------ | ------ |
| 飞行次数   | 140       | 216       | 199      | 145       | 191           | 137       | 229    | 211    |
| 飞行小时   | 576       | 1183.51   | 903.07   | 773.10    | 812.43        | 640.37    | 851.32 | 720.45 |
| 飞行公里数 | 145890    | 298308    | 232516   | 196883    | 205804        | 166078    | 214448 | 184705 |
| 乘客人数   | 1710      | 3201      | 3640     | 4535      | 7654          | 1666      | 3000   | 3240   |
| 邮件吨数   | 13638     | 21537     | 3877     | 12428     | 11294         | 18671     | 35946  | 37130  |
| 行李吨数   | 19100     | 62401     | 79271    | 105066    | 228342        | 72408     | 101866 | 131296 |
| 货物吨数   | 27186     | 77882     | 80307    | 93342     | 103292        | 91606     | 122665 | 111777 |
| 亏损美元   | 126774.83 | 225834.18 | 92390.62 | 136639.33 | （267030.94） | 172932.75 | 13万余 |        |

## 航線
哈密经迪化、伊犁到苏联阿拉木图。

## 結局
1948年4月21日，交通部致行政院呈稿：“本部意见，中苏航空公司合约期满后，实无再行继续之必要。拟于本年九月九日该约期满之一年前，函请外交部，以书面通知苏方解约，以便该公司于明年九月九日合约期满时，办理正式结束。”行政院要求交通部先征询时任西北行辕主任张治中意见后再上报。1948年4月23日交通部致电张治中征询意见。1948年5月5日张治中复电：单就中苏公司本身而论，现行条约对我权益极多损害，且公司亏损情形日益加重，自应不予继续办理。“如从中苏关系及新省局势着眼，则我方之解约对苏刺激极大，不但惹使已陷僵局之中苏关系更趋恶化，而对目前新局及中央在新推行政策影响实大。”保持中苏关系，维持新疆省大体安定局势，“可暂纾中央西顾之虑，俾克全力应付戡乱军事”，又可避免“牵一发而动全身”。权衡得失，“此项条约不宜遽行废止。惟为兼顾事实维持权益计，拟采用折衷办法，即请外交部通知苏方，表示我方希望继续此一条约，但内容必须加以调整，以观其反应如何，再加研讨。”如中苏开始商谈后，“我方只能作比较合理之建议，如欲将公司置于我方控制之下，则不但不可能，且徒招不愉快之后果。”《张治中回忆录》反思：

“从大处着眼，亦即从中苏关系和新疆局面考虑，该约不该废除，只能在原约基础上加以调整。如果坚持解约，对苏联刺激甚大，后果是不好的。在需要合作时请人来，不需要时把人家一脚踢开，这是说不过去的。而且战后南京政府也曾和别国订立航约，开辟航线，单独对苏联废约，这也是不友好的行为。我站在新疆负责人的地位，是不能同意的。”

1948年6月3日，交通部和外交部共同呈文行政院，把张治中的意见呈报，请示是否按时通知苏方解约。1948年6月21日行政院开会研究后，6月23日训令交通部和外交部“两部拟具具体改进办法，先与苏方交涉。”7月19日，交通部长俞大维和外交部长王世杰就有关解约事商量，“应予通知苏方解约，同时向苏方表示，倘苏方对于该合约所定航线有意于期满后继续与中国政府共同经营，我方愿考虑另订新约。”该商定7月21日提交行政院院会通过，7月24日交通部《致苏联中央民用航空总管理局通知解约节略》经外交部转送给苏方。8月31日苏联驻华大使馆招后中国外交部同意交通部所提废除中苏原订航约，改商新约之建议。1948年第四季度，中苏商定1949年2月在迪化开始订立中苏航空新约之谈判。
1949年2月苏方谈判代表抵迪化，中国外交部驻新疆外交特派员兼中苏航空公司董事长刘泽荣催请交通部派出谈判代表。交通部、外交部请示行政院商定派出刘泽荣、萧立坤、穆罕默德·伊敏、刘孟纯4人为代表，夏舜参、李如桐为顾问。3月28日中苏双方在迪化开始非正式谈话。3月30日正式开始谈判。4月1日，迁至广州的交通部提出仿照1947年12月签订的中荷空中运输协定（Air transport agreement between the Government of the Republic of China and the Government of the Netherlands）与苏联订立双边国际航约，即准苏机延飞至上海，而我机则飞莫斯科、列宁格勒，转西欧北欧。4月12日刘泽荣致电行政院秘书长黄少谷指出“揆诸苏联国情，此点决难同意，势必陷于破裂。”4月16日张治中致电交通部长端木杰请采用刘泽荣等意见：“新省情形特殊，此问题之处理，必须了解新省与苏联之历史关系及现局之利害，着眼于国家之利益，不宜斤斤一般见解，否则必致误事。东北之前车可鉴也。”4月23日刘泽荣致电交通部长，痛陈中苏航空续约与稳定西北全局之利害关系。4月23日张治中致电行政院长何应钦、外交部代理部长葉公超，强调今共军渡江，西北尚还能维持，一旦外交上贸然与苏联决裂，则西北绝无自保之道。4月27日张治中，陶峙岳致电行政院长何应钦，提出“此项谈判，衡以新省当前局势，决不能任其破裂”“此时不如直捷提出将旧约延长五年，使苏方无法拒绝，又可避免接受（较旧约尤为苛刻）之条件，并可省去将来立法程序之一切麻烦”。5月3日行政院院会不同意延长五年，“延长旧约最多不得超过二年”。5月6日，交通部、外交部态度发生了变化，联合备文呈报行政院，“延长旧约之办法，或较商谈任何新约，对我为害最小，而易于达成协议”，因此建议延长五年为宜。1949年5月11日，行政院在广州举行第59次院会，决议旧约延长五年，5月17日指令交通部等部门遵照。
1949年5月31日中华民国政府和苏方在迪化签订了《中华民国交通部与苏维埃社会主义共和国联盟民用航空总管理局延长合办中苏航空公司线之协定》。这是国民政府退出大陆前最后一份正式对外协定。
1950年4月中华人民共和国和苏联创办中苏民用航空股份公司。